# Siksak
Een siksak, zigzag , sekseki of schudbus in Suriname, of ganzá in Brazilië geheten, is een muziekinstrument. Het is een schudinstrument van metaal dat gevuld is met zaden of pitten.
Het instrument wordt gebruikt in onder meer de kaseko en de kawinamuziek, maar wordt ook gebruikt door musici uit andere stijlen, zoals door de 20e-eeuwse jazzmusicus Lex Vervuurt.